# Ivan Eklind
Ivan Henning Hjalmar Eklind, född 15 oktober 1905 i Maria Magdalena församling, Stockholm, död 23 juli 1981 i Sankt Görans församling, Stockholm, var en svensk fotbollsdomare
Eklind är mest känd för att ha dömt finalen i Fotbolls-VM 1934 mellan Italien och Tjeckoslovakien i Rom. Efter den insatsen fick han epitetet "Greven av Rom".
Enligt bland annat BBC:s dokumentär Fascism and Football var domare Eklind, som gått till historien genom ett ansenligt antal oförklarliga domslut i Italiens favör i VM-finalen och vilken superade med diktatorn Mussolini innan matchen, högst sannolikt mutad.